# Ogier IX d'Anglure
 (décembre 2016).
Si vous disposez d'ouvrages ou d'articles de référence ou si vous connaissez des sites web de qualité traitant du thème abordé ici, merci de compléter l'article en donnant les références utiles à sa vérifiabilité et en les liant à la section « Notes et références ».

Blason de la commune d'Anglure et des seigneurs d'Anglure

Ogier IX d'Anglure, né vers 1360 et mort en 1412, est un noble issu d'une vieille lignée champenoise.

## Biographie
Il reçoit en 1379 l'avouerie de Thérouanne et prend le titre de "seigneur d'Anglure" à la mort de son père Ogier VIII d'Anglure en 1383.
Il épouse en 1379 Alix de Toucy. De cette union naîtront trois fils et quatre filles : Étienne, qui succèdera à Ogier IX et deviendra conseiller du roi d'Angleterre Henri IV de Lancastre; Jean-Saladin; Antoine; Jeanne; Isabelle; Antoinette; Guye.
Il fut un fidèle soutien au roi de France Charles VI lors des guerres flamandes. Il est essentiellement connu pour avoir effectué un pèlerinage en Terre sainte en 1395 dont il rédige le récit à son retour. Il existe une lettre de rémission de Charles VI datée de 1391 le concernant, qui décrit le rapt et le viol d'une bourgeoise auquel il fut mêlé. Cet événement est peut-être à mettre en relation avec son départ pour la Terre sainte.
Ogier d'Anglure effectue un pèlerinage classique aux lieux saints, mais il poursuit son parcours par la traversée du désert du Sinaï et en Égypte, d'où il s'embarque pour le trajet du retour. Son pèlerinage dure près d'une année entière.
Son récit est une source d'information intéressante afin de comprendre quelles pouvaient être les conditions de voyage en Terre sainte à la fin du XIVe siècle. Ses descriptions, très vivantes permettent de mieux appréhender les réalités du trajet et ses difficultés: maladies, tempêtes, relations avec les populations locales...

## Référence
Le sainct voyaige de Jherusalem, éd. F. Bonnardot et A. Longnon, Paris, 1878.